# Бранимира Антонова
Бранимира Антонова е българска актриса, първата „Мис България“ (1967), а година по-късно и „Мис Фестивал“ на Световния младежки фестивал в София през 1968 г. Има над 20 участия в игрални филми, тв новели и телевизионни театри.
Между тях са „Процесът“ (1968), „Мъже в командировка“ (1968), „Танго“ (1969), „Бягство в Ропотамо“ (1973), „Приключенията на Авакум Захов“ (1980) и други.
Първият ѝ съпруг е Владимир Грашнов, станал по-късно шеф на Мобилтел. Имат дъщеря Мария Грашнова.
На 6-годишна възраст започва да играе балет. Завършва Държавното хореографско училище (ДХУ), класически профил.
Дебютът ѝ в киното е на 9-годишна възраст, през 1962 г. в късометражния телевизионен филм „Етюд“ - как се става балерина. На 12 години участва в първия бг филм-пантомима „Кучешката огърлица“ на режисьора Вили Цанков и др. Телевизионен театър: „Прозрачната“ с реж. Хачо Бояджиев, „Безумният Журден“ с реж. Магда Каменова и др. Почетен гражданин на София от 1968 г., като златен медалист от Младежкия световен фестивал. През годините създава балетна формация „Шоу-Шок“. С нея има концертна дейност. Работи и като хореограф на фигурно пързаляне към „Академик“.
Завършва право в Юридическия факултет на Софийския държавен университет през 1978 г. Работи като юрисконсулт.През 2023 издава книга в Амазон. Бон Воаяж.

## Телевизионен театър
- „Безумният Журден“ (1982) (от Михаил Булгаков по мотиви на Молиер, реж. Магда Каменова) – Люсиел

## Филмография
- Приключенията на Авакум Захов (1980), 6 серии – (в 3-та серия)
- Чудесна катастрофа (1975)
- Бягство в Ропотамо (1973)
- Прозрачната (1970)
- Танго (1968) - Лидия Каева - „Льоли“
- Мъже в командировка (1968) - Снежа, актрисата (в 3-та: „Епизодът“)
- Процесът (1968)
- Лятото, което си отиде (1966) - момичето
- Кучешката огърлица (1964)
- Етюд (1962)